# Плавающий валютный курс
Плавающий валютный курс, или колеблющийся валютный курс (англ. floating rate of exchange) — режим валютного курса, при котором значению валюты разрешено колебание в зависимости от валютного рынка. Валюта, использующая плавающий обменный курс, известна как плавающая валюта.

## Экономическое обоснование
Есть экономисты, например, Милтон Фридман, считающие, что в большинстве случаев плавающие курсы валют предпочтительнее фиксированных. Так как плавающий курс валюты регулируется автоматически, то он позволяет государству ослабить воздействие от потрясений и иностранных циклов бизнес-оборотов, а также упреждает возникновение платёжного кризиса.
Тем не менее, фиксированный режим валютного курса может быть предпочтительнее в отдельных ситуациях за свою стабильность и определённость. Он не обязательно может быть реальным, с учётом результатов валютных торгов в других странах, пытающихся держать цены на свою валюту «сильными» или высокими по отношению к другим валютам, — к примеру в Великобритании или странах Юго-Восточной Азии до азиатского валютного кризиса.
Ведутся споры по предпочтительности выбора между фиксированным и плавающим валютными курсами, устанавливаемыми Моделью Манделла-Флеминга, утверждающей, что экономика (или правительство) не могут одновременно поддерживать фиксированный валютный курс, свободное движение капитала и независимую денежную политику. Оно должно выбирать любые два пункта из трёх.

## В России
В Российской Федерации с ноября 2014 года рубль использует плавающий валютный курс. Ранее курс удерживался ЦБ РФ в рамках валютного коридора путем валютных интервенций.
Однако ЦБ продолжает периодически проводить валютные интервенции, продавая юань и доллар, при этом утверждая, что при поднятии ключевой ставки происходит сдерживание курса валют. Кроме того указ на принудительную продажу валютной выручки также сильно влияет на курс.